# ZIS-150

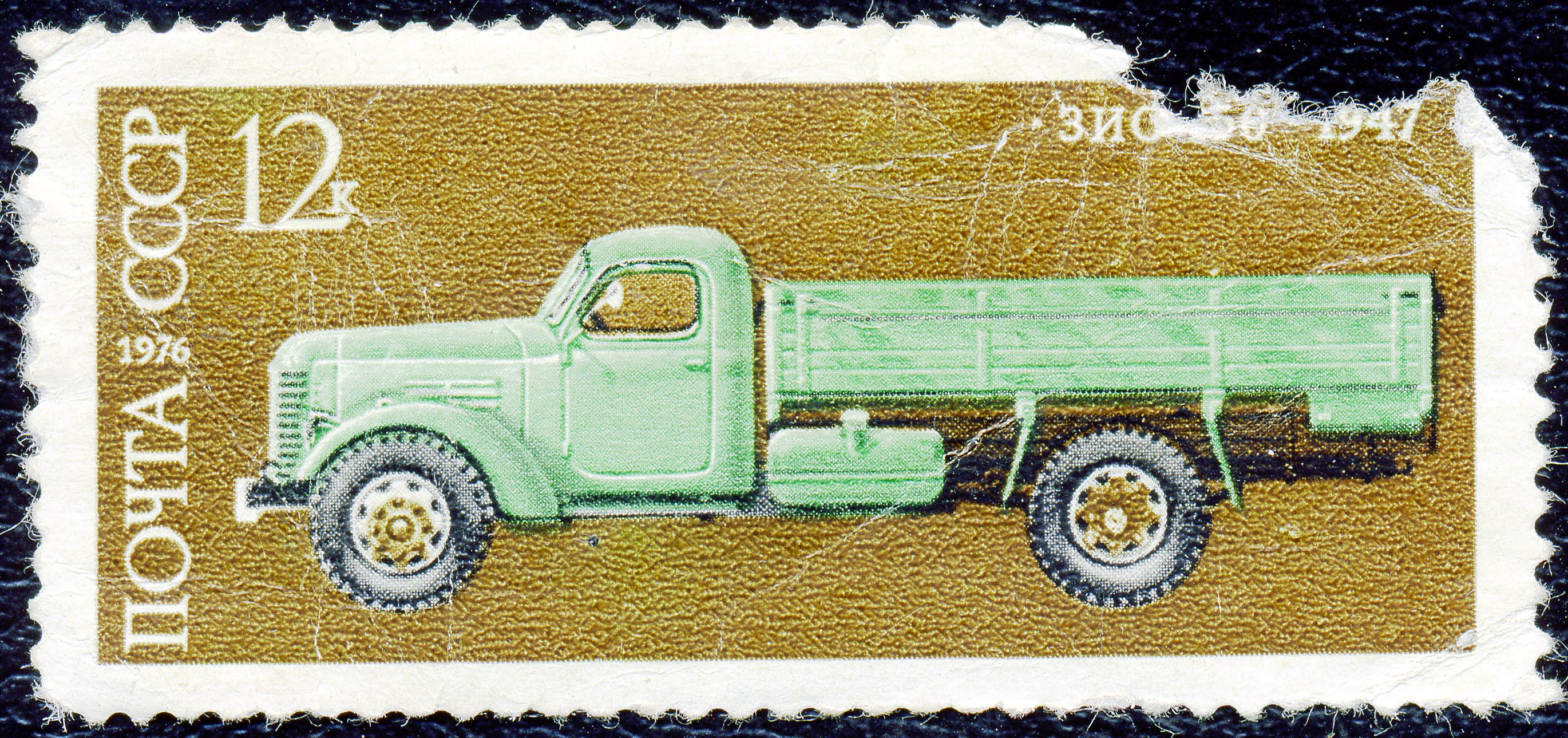
ZIS-150 em um selo postal soviético

O ZIS-150 é um caminhão soviético. Em 1947, ele substituiu o caminhão ZIS-5 na linha de montagem. Junto com o GAZ-51, foi o principal caminhão soviético durante a década de 1950, a julgar pela quantidade. Uma versão caminhão trator do ZIS-150, o ZIS-120N foi vendido de 1956 a 1957. Em 1957, o modelo básico ZIS-150 foi substituído pelo ZIL-164, que diferia externamente apenas pelas barras de grade verticais e para-choque.

## História

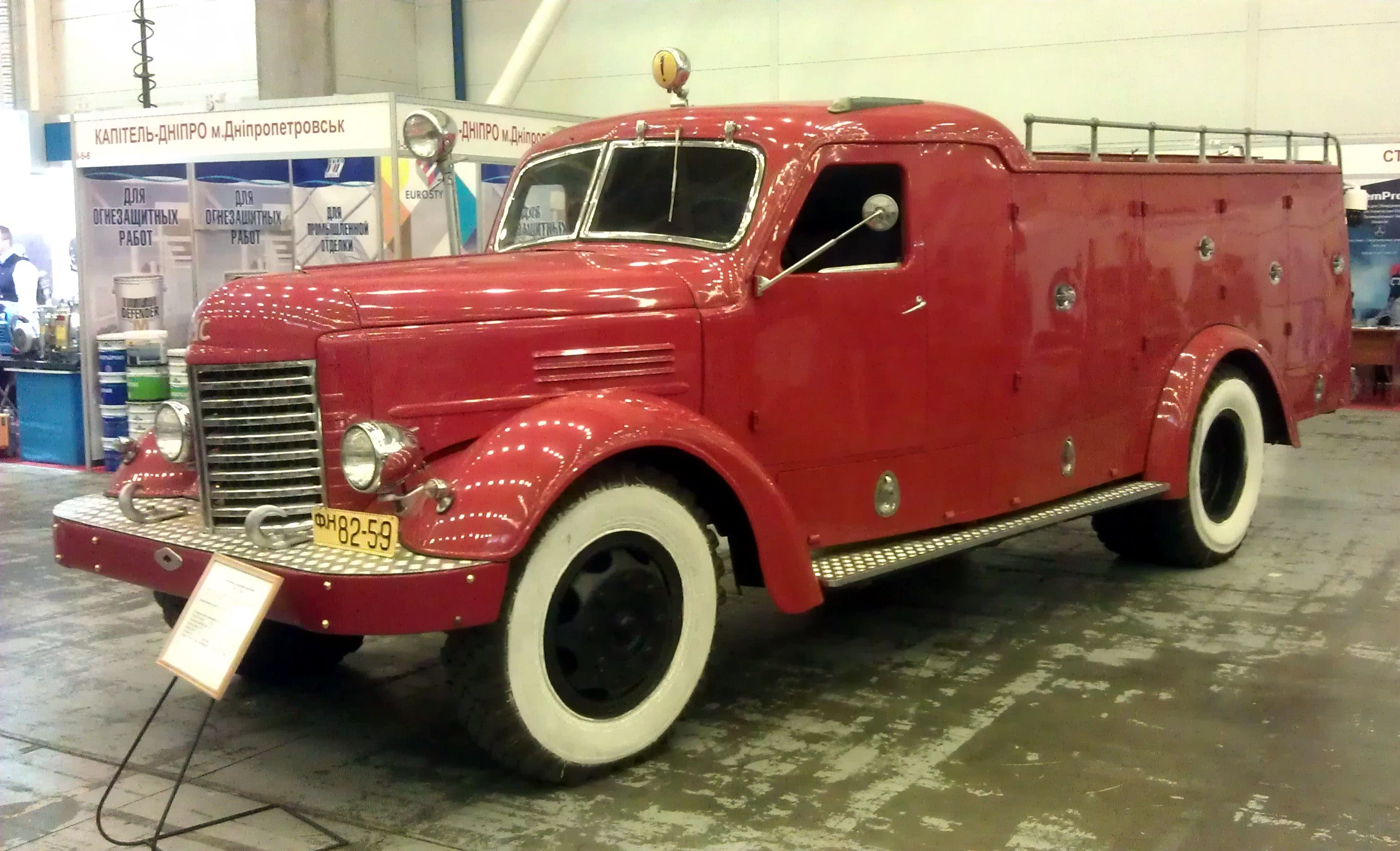
Caminhão de bombeiros ARP-2 baseado no ZIS-150 (2015)

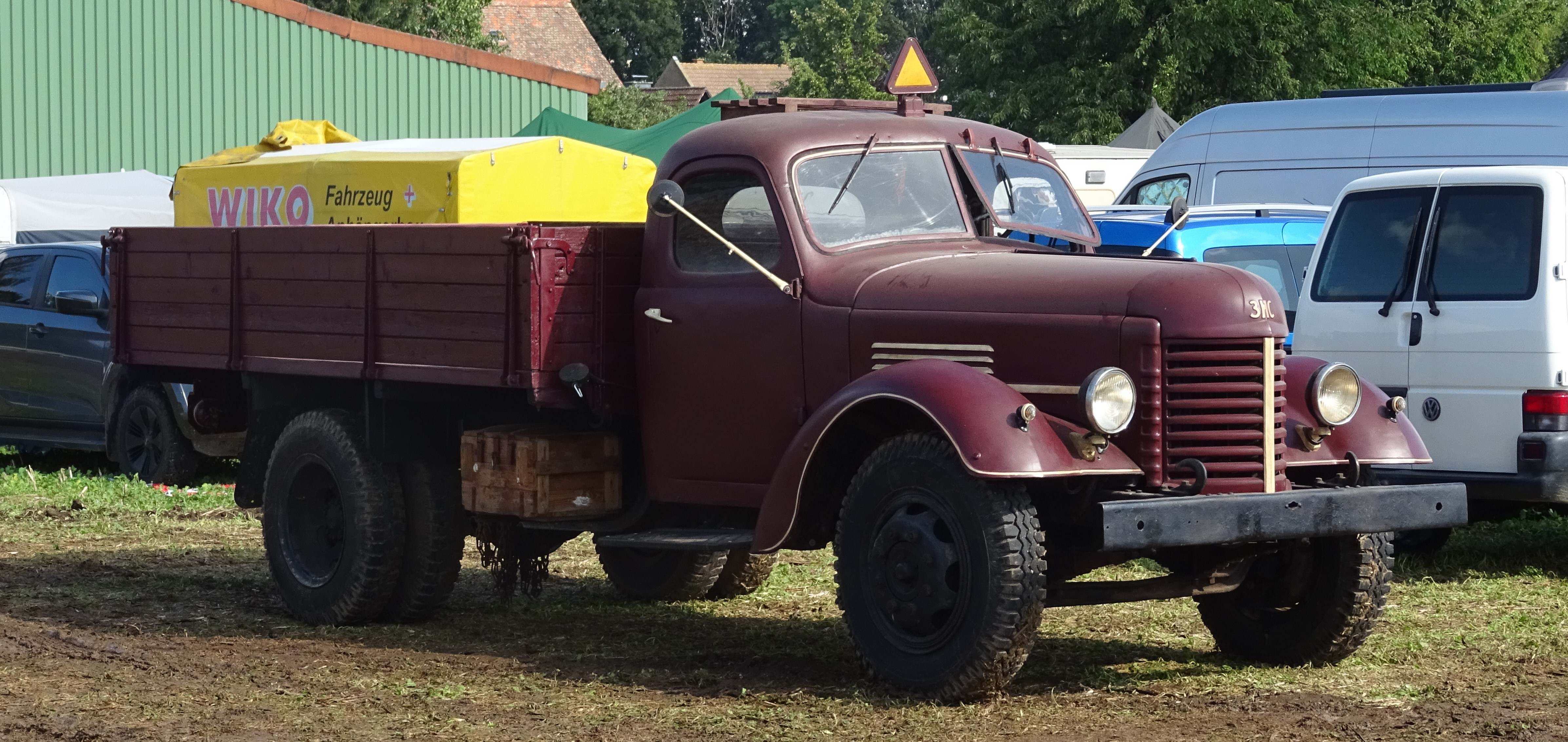
ZIS-150 restaurado em Wersdorf (Alemanha) (2023)

Já no final da década de 1930, o caminhão ZIS-5 (ЗИС-5) deveria ser substituído por um design moderno. Como a indústria automobilística soviética havia adquirido experiência com designs dos EUA por meio da produção licenciada do Ford AA como GAZ-AA, seus novos desenvolvimentos foram fortemente influenciados pela construção de caminhões americanos. Isso se aplicava em particular ao design, mas também à instalação generalizada de motores a gasolina em vez de motores a diesel. Em 1938, a Stalin Works apresentou o veículo recém-projetado sob o nome ZIS-15 (ЗИС-15). O ZIS-15 tinha um chassi recém-desenvolvido, um motor avançado com uma saída de 82 cv e uma nova cabine toda de metal com três assentos.
Foi somente em 1944 que a fábrica de Stalin construiu mais protótipos, que agora receberam o nome de ZIS-150. O Lend-Lease Act trouxe uma grande quantidade de tecnologia dos EUA para a União Soviética durante a guerra, incluindo caminhões International K-7, que influenciaram fortemente o veículo soviético, especialmente no estilo.
Em 30 de outubro de 1947, as primeiras pequenas séries foram introduzidas. Os testes antes da Segunda Guerra Mundial já haviam mostrado que o caminhão com 82 cv tinha um motor muito fraco. O ZIS-150 agora recebeu um motor aprimorado com 95 cv, a carga útil poderia ser aumentada para 4000 kg. A linha de montagem para produção foi montada na fábrica a partir de janeiro de 1948. A produção em série começou em 27 de abril deste ano, e a produção do ZIS-5 foi finalmente interrompida três dias depois. A partir de 1951, o ZIS-150 também foi produzido no Kutaysky Avtomobilny Zavod. Em 1956, o nome de Stalin foi apagado e a fábrica foi renomeada para Zavod imeni Likhacheva (Завод имени Лихачёва). No ano seguinte, a produção do veículo, agora chamado de ZIL-150, foi descontinuada em favor de seu sucessor, o ZIL-164, que, no entanto, era basicamente nada mais do que uma variante modernizada e modificada do caminhão ZIS-150. Um total de 774.615 veículos ZIS-150 foram produzidos em várias versões.
O novo veículo recebeu uma série de diferenças; o novo motor diferia da marca instalada anteriormente principalmente nos cabeçotes de cilindro de liga leve revisados. Como resultado, o desempenho poderia ser ligeiramente aumentado aumentando a taxa de compressão. Outras inovações incluíam um sistema de frenagem revisado, que agora também permitia que reboques fossem acoplados ao sistema de frenagem principal do veículo. Visualmente, os veículos diferiam principalmente na grade do radiador modificada, cujos suportes agora corriam verticalmente em vez de horizontalmente. O chassi foi revisado, assim como a cabine. Além disso, um pré-aquecedor do motor foi instalado e outros pequenos ajustes foram feitos para manter o caminhão operacional mesmo em baixas temperaturas.
A produção desta variante modernizada terminou em 1965.

## Mecânica
O caminhão era movido por um motor de seis cilindros ZIS-120 (ЗИС-120). Pela primeira vez na construção de veículos comerciais soviéticos, foi usada uma transmissão manual de cinco marchas, que era conectada ao motor por meio de uma embreagem seca de dois discos. Outra novidade na construção de caminhões soviéticos eram os freios operados a ar. O eixo traseiro tinha pneus duplos, todos os eixos eram suspensos com molas de lâmina e projetados como eixos rígidos. O ponto fraco do projeto era o eixo cardan, que tendia a rachar e depois quebrar sob carga total. No processo, as mangueiras do sistema de ar comprimido eram frequentemente destruídas, o que levava a uma perda repentina da potência de frenagem.
A cabine consistia em um andaime de madeira, que era revestido com chapa metálica e fornecido com verniz protetor. As portas eram feitas de madeira. As janelas laterais eram retráteis, a metade esquerda do para-brisa de duas partes podia ser oscilada.
Em 1950, o ZIS-150 foi modernizado. O veículo ganhou um novo carburador e um novo coletor de escape, e a cabine agora era feita inteiramente de metal.
Em 1956, o motor do caminhão foi equipado com um cabeçote de cilindro de liga leve, e a taxa de compressão aumentou para 6,2. Junto com o novo sistema de admissão, isso levou a um aumento na saída para 71 kW. O chassi foi reforçado, o veículo agora estava equipado com amortecedores hidráulicos e o curso das molas de lâmina no eixo dianteiro era limitado por amortecedores de borracha. Como parte da renomeação da planta do fabricante, a ferramenta de termoformagem para o capô também foi alterada, pois a abreviação do nome foi gravada nela.

## Produção estrangeira
O ZIS-150 também começou a ser produzido na Geórgia, pela fábrica KAZ. A produção do caminhão logo começou em outros países comunistas, como a Romênia (sob o nome SR-101) pela "Steagul Rosu" (Bandeira Vermelha) em Braşov, entre 1954 e 1960, na China (sob o nome Jiefang CA-10) pela First Automobile Works até 1986 e um protótipo também foi construído na Coreia do Norte sob o nome Cholima, mas não entrou em produção.
Partes do chassi do SR-101 ainda eram usadas para seu sucessor, o SR-131 "Carpați".

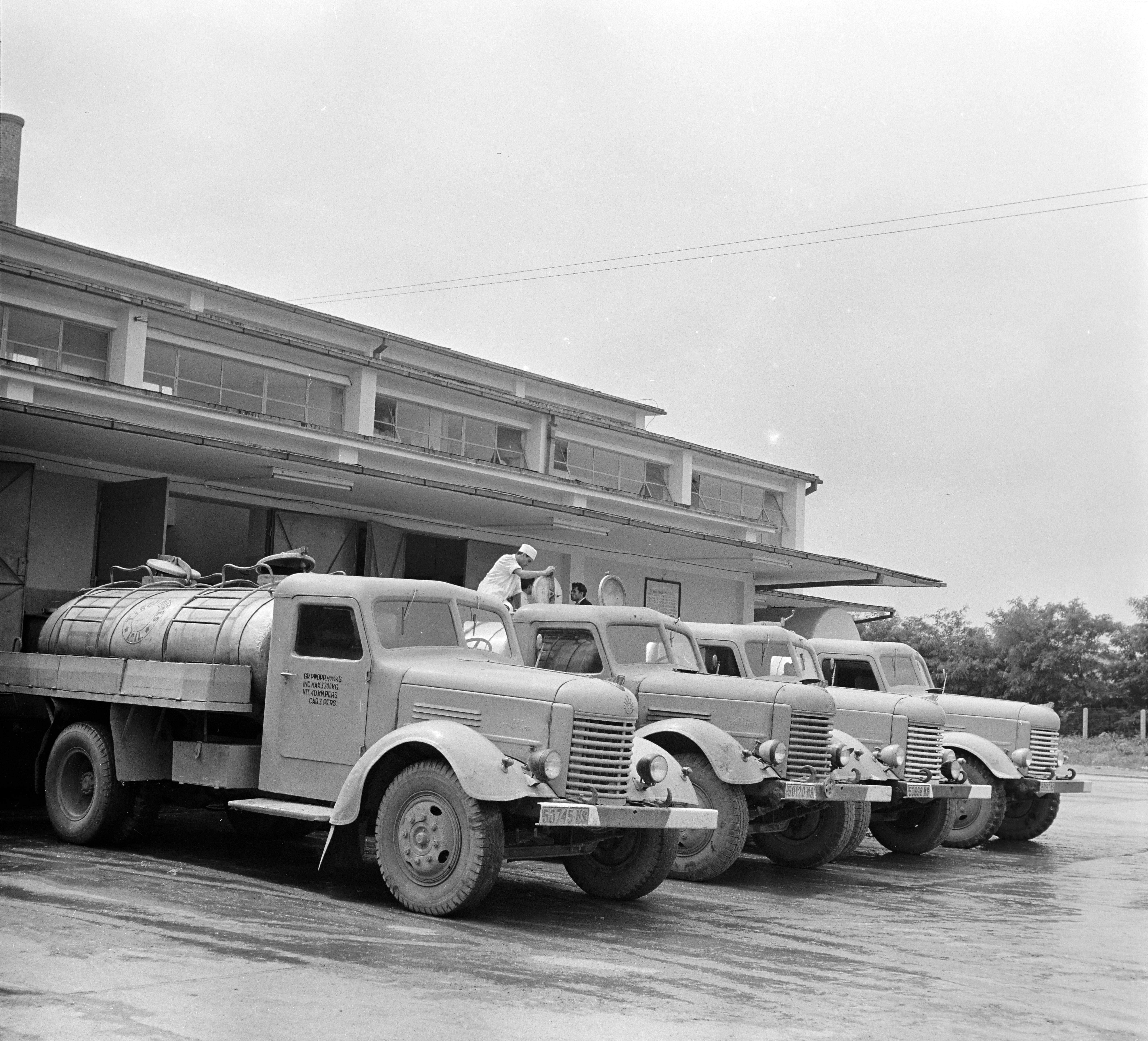
Caminhões-pipa romenos SR-101
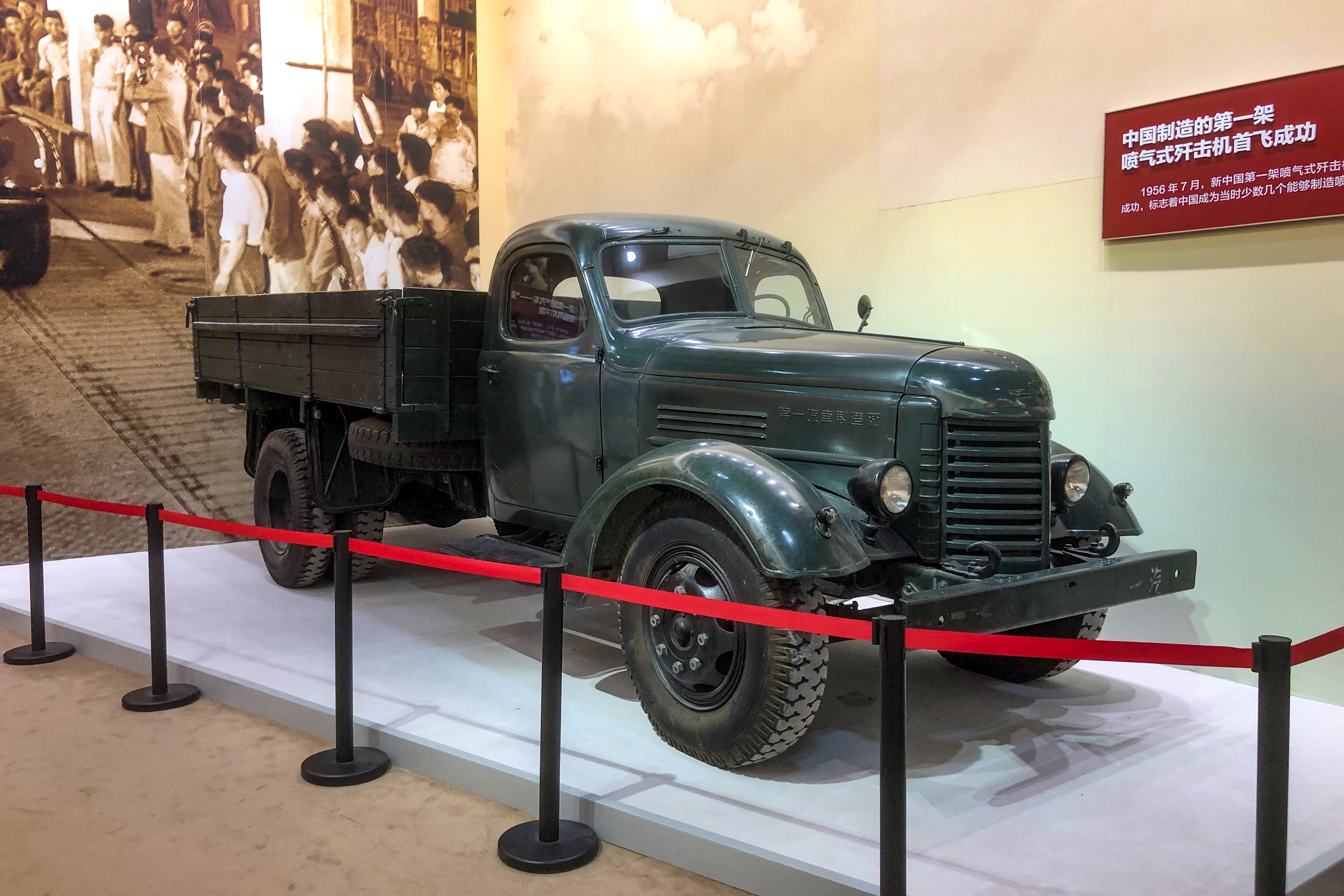
Jiefang CA10 na Exibição PRC70

## Especificações
- Caminhão 4x2 4000 kg
- Motor: 90 cv/2400 rpm, 6 cilindros, 5555 cc
- Diâmetro/Curso: 101,6/114,3 mm
- Comprimento: 6.720 mm, largura: 2.385 mm, altura: 2.180 mm
- Distância entre eixos: 4.000 mm, folga do eixo traseiro: 265 mm
- Bitola dianteira: 1.700 mm
- Bitola traseira: 1.740 mm
- Raio de giro na roda dianteira externa: 8,0 m
- Taxa de compressão: 6,0
- Embreagem: disco duplo, seca
- Caixa de velocidades: 5 velocidades
- Peso (sem carga): 3.900 kg
- Velocidade máxima (carregado, rodovia): 65 km/h
- Pneus: 9.00x20 polegadas
- Capacidade de combustível: 150 L
- Consumo de combustível: 3,4 km/L

## Variantes
- ZIS-150: Versão original de produção. Produzido em 1947–1957.
- ZIS-120G: Versão chassi-cabine para encaixe de caçambas basculantes. Produzido de 1949 a 1957.
- ZIS-120I: Versão chassi-cabine para instalação de caçambas basculantes. Diferia do ZIS-120G porque a roda sobressalente era movida do lado do passageiro atrás da cabine para baixo da própria caçamba basculante. Produzido em 1955.
- ZIS-120N: Versão caminhão trator. Produzido em 1956–1957.
- ZIS-120R: Versão protótipo chassi-cabine (para trator), baseada no protótipo ZIS-150V. Produzido em 1955.
- ZIS-120S: Versão protótipo chassi-cabine (para caminhão basculante), com base no protótipo ZIS-150V. Produzido em 1955.
- ZIS-125: Versão protótipo de 5 toneladas.
- ZIS-150A: Versão protótipo com tração nas quatro rodas. Produzido em 1944.
- ZIS-150B: Versão protótipo modernizada do ZIS-150. Produzido em 1954.
- ZIS-150E & ZIS-150Yu: Versões chassi-cabine para mercados de exportação.
- ZIS-150M: Versão protótipo modernizada do ZIS-150. Produzido em 1951.
- ZIS-150M: Versão protótipo de 5 toneladas. Produzido em 1954; levou ao ZIL-130.
- ZIS-150P: Versão chassi-cabine. Produzido de 1952 a 1954.
- ZIS-150V: Versão protótipo modernizada do ZIS-150. Produzido em 1954.
- ZIS-151: Versão de três eixos. Produzido de 1948 a 1958.
- ZIS-156: Versão bicombutível (GNV e gasolina) do ZIS-150. Produzido de 1949 a 1957.
  - ZIS-156A: Versão bicombustível (GNL e gasolina) do ZIS-150. Produzido de 1955 a 1957.
  - ZIS-156B: Versão protótipo bicombustível (GNL e gasolina) do ZIS-150V; o equipamento de GLP era idêntico ao do ZIS-156. Produzido em 1955.
  - ZIS-156V: Versão protótipo bicombustível (GNV e gasolina) do ZIS-150V; o equipamento de GLP era idêntico ao do ZIS-156. Produzido em 1955.
- ZIL-164: ZIS-150 melhorado. Produzido de 1957 a 1961.
  - ZIL-164D: Versão com equipamento elétrico blindado.
  - ZIL-164G: Versão chassi-cabine (para caminhões basculantes).
  - ZIL-164N: Versão caminhão trator
  - ZIL-164R: Versão plataforma com equipamento de reboque.
  - ZIL-164S: Versão de exportação para climas tropicais secos.
  - ZIL-164V: Versão protótipo caminhão trator. Produzido em 1960.
  - ZIL-164Ye: Versão de exportação para climas temperados.
  - ZIL-164Yu: Versão de exportação para climas tropicais.
- ZIL-164A: ZIL-164 modernizado. Produzido entre 1961 e 1964.
  - ZIL-164AD: Versão com equipamento elétrico blindado.
  - ZIL-164AG: Versão chassi-cabine (para caminhões basculantes).
  - ZIL-164AK: Protótipo de caçamba transportadora. Produzido em 1964.
  - ZIL-164AN: Versão caminhão trator
  - ZIL-164AR: Versão plataforma com equipamento de reboque.
  - ZIL-164AS: Versão de exportação para climas tropicais secos.
  - ZIL-164AYe: Versão de exportação para climas temperados.
  - ZIL-164AYu: Versão de exportação para climas tropicais.
- ZIL-166: Versão bicombustível (GNV e gasolina) do ZIL-164. Produzido entre 1958 e 1960.
- ZIL-166A: Versão bicombustível (GLP e gasolina). Produzido de 1957 a 1960.
- ZIL-166V: ZIL-166A modernizado. Produzido entre 1961 e 1964.
  - ZIL-166D: Como ZIL-166G, exceto com equipamento elétrico blindado. Produzido em 1963.
  - ZIL-166G: Protótipo de chassi-cabine GLP (para caminhão basculante). Produzido em 1963.
  - ZIL-166N: Versão protótipo de caminhão trator movido a GLP. Produzido em 1963.